# Kapfenberg
Kapfenberg este un oraș în districtul Bruck an der Mur, Stiria, Austria.